# Iakov Sannikov
Iakov Sannikov (en russe : Яков Санников), né à Oust-Iansk en 1780 et mort en 1825, est un marchand et explorateur russe de l'archipel de Nouvelle-Sibérie.

## Biographie
En 1800, Sannikov découvre et cartographie l'île Stolbovoï et en 1805 l'île Faddeïevski. De 1809 à 1810, il participe à l'expédition dirigée par Matveï Gedenstrom. En 1810, Sannikov croise l'île de Nouvelle-Sibérie et une année plus tard explore l'île Faddeïevski. Partant de cette île en traineau tiré par des rennes, il aperçoit distinctement une vaste terre mais bloqué par les glaces flottantes, doit rebrousser chemin. Il suggère ainsi l'existence d'une terre au nord de l'île Kotelny. Cette île fantôme est connue sous le nom de Terre de Sannikov.
Il découvre également la Terre Bunge.
Le détroit de Sannikov entre la Petite île Liakhov et l'île Kotelny porte son nom.